# 長島誠一
長島 誠一（ながしま せいいち、1941年10月5日 - ）は、日本の経済学者、東京経済大学名誉教授。専門は、マルクス経済学の理論・実証研究、景気循環論、恐慌論。

## 来歴
当時の東京市目黒区に生まれたが、東京大空襲で被災したため福島県石川郡浅川町に疎開し、福島県立東白川農商高等学校卒業まで福島県で育つ。
高校卒業後、上京し、1961年に一橋大学経済学部に入学。1965年に学部を卒業して一橋大学大学院経済学研究科へ進学し、1970年に博士課程を単位取得退学した。指導教官は種瀬茂。
1970年に一橋大学経済学部助手に採用され、1971年に関東学院大学経済学部専任講師となり、1974年に助教授へ昇任した。1980年から1981年にかけて、カリフォルニア大学リバーサイド校に留学した。1982年、東京経済大学経済学部助教授に転じ、1983年に教授となった。2012年、定年退職し、名誉教授の称を受ける。
景気循環論、恐慌論を中心としたマルクス経済学の研究者として長く活動し、後には環境問題の観点を唯物史観、マルクス経済学に包摂する試みに取り組んで、ジェイムズ・オコンナーなどの議論を展開させた新しい社会主義の構想を提示した。

## おもな業績

### 著書
- 独占資本主義の景気循環、新評論、1974年
- 現代資本主義の循環と恐慌、岩波書店、1981年
- 入門経済学講義、東京教科書出版、1989年
- 景気循環論、青木書店、1994年
- 経済学原論、青木書店、1996年
- 戦後の日本資本主義、桜井書店、2001年
- 経済と社会 - 経済学入門講義、桜井書店、2004年
- 現代の景気循環論、桜井書店、2006年
- 現代マルクス経済学、桜井書店、2008年
- エコロジカル・マルクス経済学、桜井書店、2010年
- 社会科学入門、桜井書店、2010年
- 社会経済システムの転換としての復興計画、績文堂出版、2013年

### 訳書
- H・J・シャーマン、スタグフレーション：失業とインフレーションについての革新派の理論、新評論、1979年

### 共編著
- （鶴田満彦との共編著）マルクス経済学と現代資本主義、桜井書店、2015年